# Michael Paschek
Michael Paschek (* 25. März 1950) war Fußballspieler in Ost-Berlin und Frankfurt (Oder). Für den FC Vorwärts Berlin/Frankfurt und den 1. FC Union Berlin spielte er in der DDR-Oberliga, der höchsten Fußball-Liga in der DDR.

## Fußball-Laufbahn

### Nachwuchsspieler
Paschek ist der einzige in den frühen 1950er Jahren geborene Spieler des FC Vorwärts Berlin, der bereits in der Kindermannschaft des Armeeklubs spielte, er begann dort 1959 im Alter von neun Jahren. Nachdem Paschek, der inzwischen Betonbauer gelernt hatte, 1968 für den Männerbereich spielberechtigt wurde, setzte ihn der FCV zunächst in der zweiten Mannschaft ein, die in der drittklassigen Bezirksliga Ost-Berlin spielte. Zeitgleich wurde er Soldat der Nationalen Volksarmee. Mit dem FCV II wurde Paschek 1970 Bezirksmeister und stieg in die DDR-Liga auf.

### Oberliga mit dem FC Vorwärts
Zwei Monate nach seinem 21. Geburtstag wurde er am 22. Mai 1971 zum ersten Mal in der Oberligamannschaft des FC Vorwärts eingesetzt. In der Begegnung des 20. Spieltages der Saison 1970/71 FCV – Rot-Weiß Erfurt (1:0) wurde er in 70. Minute eingesetzt. Abschließend wurde er bis zum Saisonende in sechs weiteren Oberligaspielen eingesetzt, von denen er drei über die volle Spieldauer bestritt und als Stürmer aufgeboten war. Im Sommer 1971 musste Paschek mit dem FC Vorwärts nach Frankfurt (Oder) umziehen, wo der Klub für die nächsten Jahre als FC Vorwärts Frankfurt antrat. Für die Saison 1971/72 wurde der 1,71 m große Paschek offiziell für das Oberligaaufgebot als Stürmer gemeldet, er spielte jedoch hauptsächlich wieder in der zweiten Mannschaft. Nach einem Oberligaspiel in der Hinrunde wurde er erst vom 21. Spieltag an regelmäßig als Mittelstürmer in der ersten Mannschaft eingesetzt. 1972/73 kam er zwar auf 23 Oberligaspiele, wurde aber häufig im Laufe der zweiten Halbzeit ausgewechselt. Trotzdem wurde er mit zehn Treffern Torschützenkönig des FCV. Nach diesem Höhenflug verfiel Paschek wieder in die Rolle eines Ersatzspielers und wurde nur neunmal in der Oberliga aufgeboten, nur dreimal spielte er die vollen 90 Minuten. Sein letztes Oberligaspiel für den FC Vorwärts bestritt Paschek am 2. Februar 1974. Beim Heimspiel gegen den FC Carl Zeiss Jena (0:0) spielte er während der letzten 23 Minuten. Innerhalb von vier Spielzeiten war er auf 46 Oberligaeinsätze gekommen, in denen er 15 Tore erzielte.

### Aufstieg in die Oberliga mit dem 1. FC Union
Im April 1974 wurde Paschek aus dem Armeedienst entlassen und schied gleichzeitig beim FC Vorwärts Frankfurt aus. Er kehrte nach Ost-Berlin zurück und schloss sich dem Oberligaabsteiger 1. FC Union Berlin an. Dieser erreichte die Aufstiegsrunde zur Oberliga, und in dem Aufstiegsspiel Vorwärts Stralsund – 1. FC Union (1:1) am 29. Juni 1974 bestritt Paschek sein erstes Spiel für Union. Mit diesem 1:1 landeten die Berliner nur auf dem dritten Platz der Aufstiegsrunde und verpassten damit die sofortige Rückkehr in die Oberliga. In der DDR-Liga-Saison 1974/75 etablierte sich Paschek zum Stammspieler und wurde mit 19 Treffern Torschützenkönig der Ligastaffel B. Union erreichte erneut die Aufstiegsrunde, scheiterte aber zum zweiten Mal. Nach der Saison 1975/76 gelang den Unionern endlich der Aufstieg, Paschek wirkte allerdings nur in vier Punktspielen mit.
Erst am elften Spieltag der Oberligasaison 1976/77 konnte Paschek wieder in das Geschehen der ersten Union-Mannschaft eingreifen und avancierte wieder Mittelstürmer der Stammelf. Während der Rückrunde der Spielzeit 1977/78 versetzte ihn Trainer Heinz Werner auf die linke Angriffsseite, wo Paschek bis zum Frühling 1979 gesetzt blieb. Inzwischen war 29 Jahre alt geworden und seine Leistungskurve neigte sich dem Ende zu. Für die Saison 1979/80 wurde er zwar erneut als Stürmer nominiert, kam aber bis zum Dezember 1979 nur viermal als Einwechselspieler zum Einsatz. Am 1. Dezember 1979 wurde er im Spiel Union Berlin – Chemie Leipzig (0:0) zum letzten Mal in der Oberliga aufgeboten, er kam in der 63. Minute auf den Platz. Es war sein 113. Pflichtspiel für die erste Mannschaft des 1. FC Union Berlin, für die er insgesamt 36 Tore erzielt hatte.

### Laufbahnende
Vom Beginn des Jahres 1980 bis 1983 spielte Paschek bei der Ost-Berliner Betriebssportgemeinschaft Kabelwerk Oberspree in der DDR-Liga. Danach beendete er seine Fußballspieler-Laufbahn. 1983 begann Paschek als Fußballtrainer zu arbeiten. Bis 1986 war er im Nachwuchsbereich des 1. FC Union tätig, anschließend war er Assistenztrainer bei Union II. 1987 übernahm er die Mannschaft als verantwortlicher Trainer.